# Simone Bevilacqua
Simone Bevilacqua (Thiene, 22 februari 1997) is een Italiaans voormallig wielrenner.

## Carrière
Als junior werd Bevilacqua in 2014 nationaal kampioen scratch. In juni 2015 won hij de GP dell'Arno. Later die maand was enkel Cristian Saroni beter in het nationale kampioenschap op de weg. In de tijdrit, die eind juli werd verreden, was Bevilacqua wel de snelste.
In 2018 werd Bevilacqua prof bij Wilier Triestina-Selle Italia. Zijn debuut maakte hij in La Tropicale Amissa Bongo.
In 2019 behaalde hij zijn eerste professionele overwinning tijdens de Ronde van Langkawi. In de 7e etappe won hij de massasprint.

## Baanwielrennen

### Palmares
| Jaar     | IK       | EK       | WK       | Overig   |
| Junioren | Junioren | Junioren | Junioren | Junioren |
| -------- | -------- | -------- | -------- | -------- |
| 2014     | Scratch  |          |          |          |

## Wegwielrennen

### Overwinningen
2015
GP dell'Arno
 Italiaans kampioen tijdrijden, Junioren
2019
7e etappe Ronde van Langkawi

### Resultaten in voornaamste wedstrijden
| Jaar | Ronde van Italië | Ronde van Frankrijk | Ronde van Spanje |
| ---- | ---------------- | ------------------- | ---------------- |
| 2020 | 127e             |                     |                  |
| 2021 |                  |                     |                  |
| 2022 |                  |                     |                  |
| 2023 |                  |                     |                  |

| Jaar | Milaan-San Remo | Ronde van Lombardije | Strade Bianche |
| ---- | --------------- | -------------------- | -------------- |
| 2020 |                 |                      |                |
| 2021 |                 | opgave               | opgave         |
| 2022 |                 |                      | opgave         |
| 2023 | 143e            |                      | opgave         |

## Ploegen
- 2018 –  Wilier Triestina-Selle Italia
- 2019 –  Neri-Selle Italia-KTM
- 2020 –  Vini Zabù-KTM
- 2021 –  Vini Zabù-KTM
- 2022 –  EOLO-Kometa
- 2023 –  EOLO-Kometa

Bertazzo · Bevilacqua · Busato · Coledan · Flórez · Fonzi · Kasjavy · Mareczko · Mosca · Pacioni · Pozzato · Raggio · Rosa · Turrin · Velasco · Zardini · Zhupa
Bartolozzi · Bertazzo · M. Bevilacqua · S. Bevilacqua · De Bonis · Di Renzo · Frapporti · González · Gradek · Iacchi · Mareczko · Orrico · Pearson · Petelin · Schneiter · Stacchiotti · Stojnić · Tortomasi · van Elzakker · van Empel · Zardini · Ferri (stagiair) · Masotto (stagiair) · Tosin (stagiair)
Albanese · Bais · Bevilacqua · Christian · Dina · Fancellu · Fedeli (vanaf 20/6) · Fetter · Fortunato · García · Gavazzi · Grávalos · Lonardi · Maestri · Á. Martín · D. Martín · Ravasi · Rivi · Ropero · Rosa · Sevilla · Viegas · Montoli (stagiair) · Muñoz (stagiair) · Pietrobon (stagiair)
Albanese · D. Bais · M. Bais · Bevilacqua · Fancellu · Fetter · Fortunato · Garosio · Gavazzi · Lonardi · Maestri · Á. Martín · D. Martín · Pietrobon · Piganzoli · Raccani (tot 9/8) · Rivi · Serrano · Sevilla · Tercero · De Cassan (stagiair) · Muñoz (stagiair)